# خفافيش نيوزيلندا قصيرة الذيل
خفافيش نيوزيلندا قصيرة الذيل (الاسم العلمي: Mystacinidae)، فصيلة حيوانات من رتبة الخفاشيات. تضم جنس واحد حي يحوي نوعين حُددا حديثًا، يعتقد أن أحدهما انقرض في الستينيات (1960). وهي عبارة عن خفافيش متوسطة القد، يبلغ طولها حوالي 6 سنتيمترات (2.4 بوصة)، ذات فراء رمادي مخملي.